# Saab 95

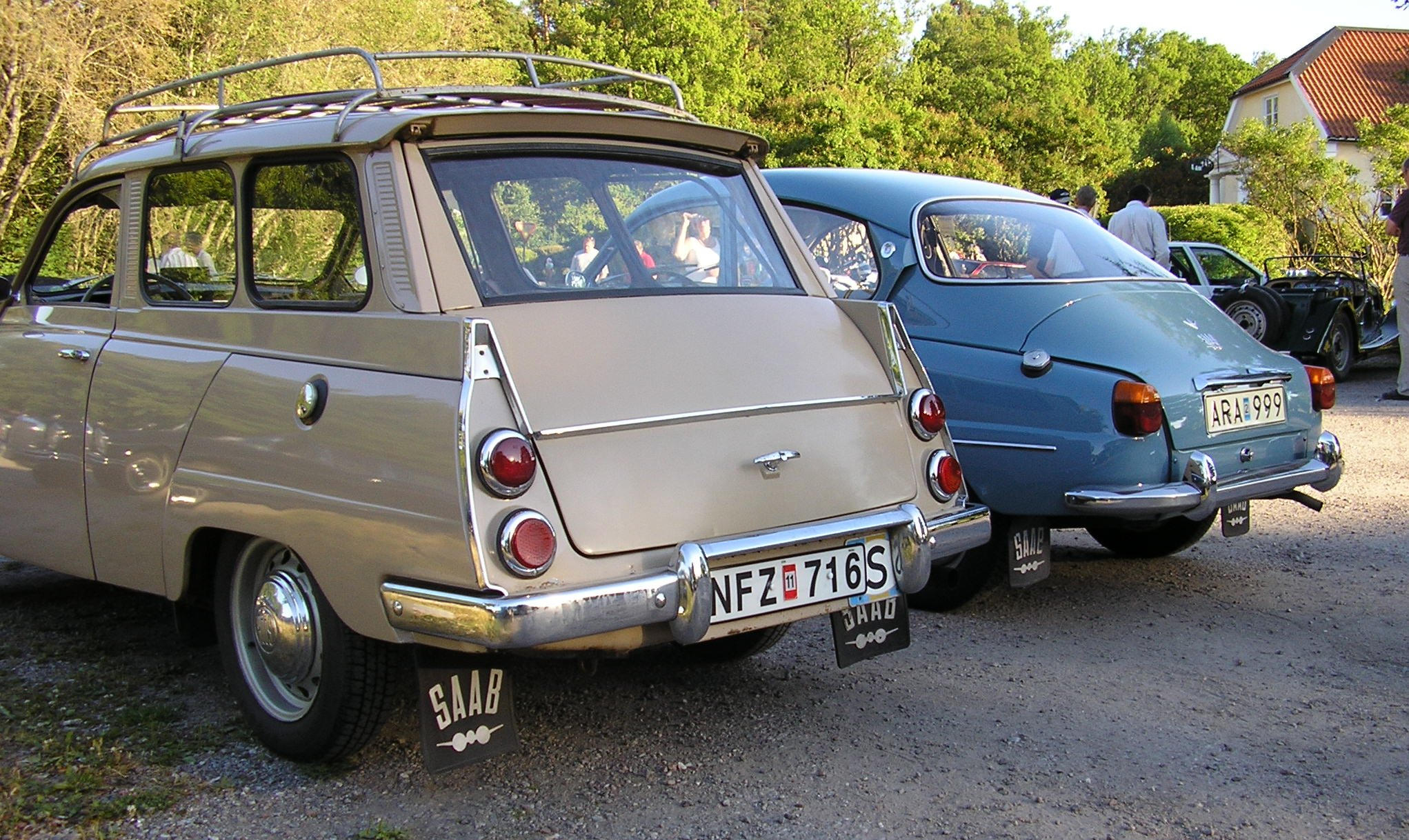
Saab 95 (vänster) bredvid Saab 96 (höger).

Saab 95 är en svensktillverkad personbil tillverkad av Saab under perioden 1959–1978. Det var en kombi och en variant av Saab 93 (senare ersatt av Saab 96).

## Översikt och historik
Saab 95 presenterades 1959 och var en kombivariant av Saab 93. Saab 95 kom att utvecklas parallellt med 93:an och framförallt dess efterträdare Saab 96 fram till 1978 då tillverkningen lades ned (95 behöll sitt namn när 93 ersattes av 96). De sista årsmodellerna tillverkades i Arlöv.
Saab 95 är en liten kombimodell. Den kunde fram till och med årsmodell 1975 rymma sju personer, de två bakersta i ett fällbart bakvänt extrasäte i bagageutrymmet. Detta togs senare bort av säkerhetsskäl och ersattes av reservhjulet (som tidigare legat under baksätet). Modellen var även mycket lasttålig för sin storlek, med 425 kg utöver tjänstevikt.
För vissa exportmarknader tillverkades även en panelvagn utan fasta sidorutor och utan baksäte.
I Sverige fanns Saab 95 som polisbil, och användes då som transport för hundpatrull. I det utförandet var bilen tvåsitsig med plats för en stor hundbur.
Noterbart är att Saab:s nästa kombimodell, Saab 9-5, kom ut först 1999, alltså 40 år efter att 95 hade börjat produceras och mer än 20 år efter att den lades ner. 
Totalt tillverkades 110 527 st 95:or.

### Årsmodeller
- 1959: Saab 95 presenterades i maj 1959. Vagnen hade den nya större motorn på 841 cm3 och fyrväxlad växellåda (som sedan lanserades i Saab 93 och Saab 96 år 1960 resp. 1964)[2]. Vidare hade den s.k. kidnappardörrar - bakhängda dörrar och instrumentpanel från 93B; reservhjulet placerat under baksätet. På grund kapacitetsbrist i Trollhättan tillverkades de första årgångarna vid flygplansfabriken i Linköping.

- 1960: Framhängda dörrar från 93F; pressade dekorplåtar på B- och C-stolpar.
- 1961: Startmotorn aktiverad med startnyckeln. I mars 1961 införs instrumentpanel från 96:an, öppningsbara bakre sidorutor samt en luftspalt längst bak i taket, av folkhumorn snabbt döpt till "osthyveln", som skulle hålla bakrutan ren.
- 1962: Tillverkningen flyttas till Trollhättan. I januari 1962 införs bilbälten som standard.
- 1963: Förbättrad värme och ventilation; nytt Saab-emblem i grillen; signalhornsring i ratten; bagagerumsbelysning; nya dekorlister bak.
- 1964: Tvåkrets diagonalkopplat bromssystem; modifierad tändfördelare; nya, runda visartavlor på instrumentbrädan; för att kunna ta ur nyckeln ur tändningslåset måste växelspaken ligga i backläget.
- 1965: Ny, längre front; kylaren flyttad fram i fronten, framför motorn; hydraulpåverkad koppling; hängande pedaler; motoreffekten höjs till 40 hk.
- 1966: Ny trippelförgasare höjer effekten till 42 hk; nya navkapslar; dubbla ytterbackspeglar.
- 1967: V4-motorn från Ford införs, men tvåtaktaren finns kvar som alternativ; skivbromsar fram; växelströmsgenerator; vindrutetorkare med två hastigheter.
- 1968: Större vindruta; innerbackspegeln flyttad till rutans ovankant; ny ratt. Under våren 1968 upphör tillverkningen av tvåtaktsmotorn.
- 1969: Bromsservo; nya, rektangulära strålkastare; nya blinkers/parkeringsljus fram; ny grill; nya backljus; nya navkapslar; nya stötfångare; rattstång av säkerhetstyp; förbättrade stolar.
- 1970: Ny instrumentbräda; ny ratt; strålkastarna kopplade över tändningen minskar risken för urladdat batteri.
- 1971: Strålkastartorkare; kromlisterna på skärmarna ersätts av en ny list nere vid trösklarna; extrasätet kunde nu användas även med baksätet nedfällt.
- 1972: Nya fälgar; nya stötfångarhorn; eluppvärmd förarstol.
- 1973: Halogenstrålkastare; nya navkapslar; nya instrumenttavlor.
- 1974: Ny grill i plast; rullbälten fram med bältespåminnare på instrumentbrädan; förbättrat rostskydd.
- 1975: Förstärkt växellåda; radialdäck; svarta vindrutetorkare. Tillverkningen flyttas till den gamla Sonett-linan i Arlöv.
- 1976: Bilen kallas nu 95L, med hänvisning till sin "de Luxe-utrustning". Nya svenska avgasreningskrav sänker motoreffekten till 62 hk; ny förgasare med manuell choke; stötupptagande stötfångare av 99-typ; nackskydd fram; ny ratt; modifierad instrumentbräda; extrasätet slopas; reservhjulet placeras under bagagerumsgolvet; nummerplåten flyttas upp på bakluckan.
- 1977: Bredare fälgar; större ytterbackspeglar; eluppvärmd bakruta. Under modellåret införs tvåportsförgasare, vilket höjer effekten till 68 hk och laminerad vindruta.
- 1978: Bilen kallas nu 95GL och får 99:ans framstolar och större blinkers/parkeringsljus fram. Den sista 95:an rullar av bandet den 23 februari 1978.

## Tekniska data
Motor (1959-67): rak trecylindrig tvåtaktsmotor
- Cylindervolym: 841 cm3
- Borr x slag: 70x73 mm
- Effekt: 38 hk vid 4 250 r/min (1959-64), 40 hk hk vid 4 250 r/min (1965), 42 hk vid 4 250 r/min (1966)

Motor (1967-78): fyrcylindrig V-motor med toppventiler
- Cylindervolym: 1498 cm3
- Borr x slag: 90x58,86 mm
- Effekt: 65 hk (1967-1975), 62 hk (1976), 68 hk (1977-78)

Kraftöverföring:
- Längsställd motor fram, framhjulsdrift
- 4-växlad helsynkroniserad manuell växellåda, med frihjul, rattspak.

Mått:
- Längd: 402 cm (1959-64), 416 cm (1964-75)
- Bredd: 157 cm
- Höjd: 147 cm
- Hjulbas: 249 cm